# Gilberto de Alencar
Gilberto de Alencar (Santos Dumont, 1 de dezembro de 1886 — Juiz de Fora, 4 de janeiro de 1961) foi um jornalista e escritor brasileiro.
Filho do médico e escritor Fernando Alencar, o qual era primo do escritor José de Alencar. Nasceu na localidade de João Gomes, atual cidade de Santos Dumont, Minas Gerais, onde seu pai exerceu por pouco tempo suas atividades clínicas. Mudou-se com a família para Barbacena, onde frequentou o colégio por apenas dois anos. Era autodidata. Transferiu-se para Juiz de Fora, onde trabalhou como jornalista e dirigiu a secretaria de Educação. Faleceu em Juiz de Fora, cidade que lhe homenageou com o título de Cidadão Honorário.
Foi membro da Academia Mineira de Letras, fundador e ocupante da cadeira número 21, cujo patrono é seu pai, Fernando Alencar. Suas principais obras são Cidade do sonho e da melancolia, livro de crônicas sobre Ouro Preto publicado em 1926, e Tal dia é o batizado: o romance de Tiradentes, publicado em 1959.

## Obras
- Imprensa Mineira (1908)
- Candidatura militar (1909)
- Prosa rude, contos (1910)
- Névoas ao vento, crônicas (1914)
- Cidade do sono e da melancolia, crônicas (1926)
- Itália intrépida (1935)
- Memórias sem malícia de Gudesteu Rodovalho, romance (1946)
- Misael e Maria Rita, romance (1953)
- Tal dia é o batizado: o romance de Tiradentes, romance (1959)
- Reconquista, romance (1961)
- O escriba Julião de Azambuja, romance (1962)